# Grallaire des Santa Marta
Grallaria bangsi
Espèce
Statut de conservation UICN

 VU A2c+3c+4c;B1ab(i,ii,iii,v) : Vulnérable
La Grallaire des Santa Marta (Grallaria bangsi) est une espèce d’oiseaux de la famille des Grallariidae, anciennement placé dans celle des Formicariidae.

## Description
Cet oiseau mesure 18 cm de long.

## Répartition et habitat
Cette espèce est endémique de Colombie. Elle vit dans la forêt tropicale humide de montagne entre 1 200 et 2 400 m d'altitude, mais est présente majoritairement vers 1 600 m d'altitude.